# بوكسويلير
بوكسويلير (بالفرنسية: Bouxwiller)‏ هي بلدية فرنسية تقع في إقليم الراين الأسفل من منطقة ألزاس في شمال شرق فرنسا. تبلغ مساحة هذه المدينة 25.59 (كم²)، يبلغ عدد سكانها 4106 نسمة حسب إحصاء المعهد الوطني للإحصاء والدراسات الاقتصادية سنة 2009 م. وترأس Danielle Buchi البلدية خلال فترة (2001 - 2008).

## أعلام
- كريستوف ويلهلم فون كوش

## وصلات خارجية
- صفحة البلدية على موقع المعهد الوطني للإحصاء والدراسات الاقتصادية